# Kevin (radioprogramma)
Kevin was een radioprogramma van de KRO-NRCV op NPO 3FM. De presentatie was in handen van Kevin van Arnhem en het programma werd uitgezonden van maandag tot en met vrijdag tussen 0:00 en 2:00. De eerste uitzending vond plaats op donderdag 7 januari 2016 tussen 2:00 en 4:00 uur. Daarna vonden uitzendingen plaats op donderdag en vrijdag tussen 2:00 en 4:00 uur. Al snel kreeg Van Arnhem een vast programma op maandag tot en met vrijdag tussen 4:00 en 6:00 uur.
De dj kreeg vanaf de nieuwe programmering die in september 2017 inging zijn huidige tijdslot. Sinds 1 april 2020 presenteert Van Arnhem op dezelfde uren het nieuwe programma Parels van de nacht.
Kevin maakte in zijn show van 10 december 2021 bekend medio december 2021 als dj voor 3FM te stoppen.

## Programmaonderdelen
- Wat wil je tegen je dag zeggen?: De luisteraars kunnen wat zeggen tegen de zojuist afgesloten dag.
- Find the fannypack: De luisteraars kunnen Van Arnhem door het pand van 3FM laten lopen. Dit kan door middel van het doorgeven welke richting Van Arnhem moet lopen. Indien Van Arnhem vervolgens de fannypack kan zien krijgt de luisteraar de fannypack.
- De spelletjeskast: Spelletjes die met de luisteraar worden gespeeld rond 1:30 uur.
  - Disnie (Disney)
  - Kun je me horen?
  - Gok de gaap
  - Muzikale stoelendans
  - Kies een koffer krijg een cover
  - Kevins radiomemory
  - Feit of fabel quiz
  - Sneller dan Shazam
- Een kaartje van Kevin: Luisteraars hebben de kans een kaartje naar iemand te sturen die dit verdient. Van Arnhem hoort het verhaal aan en stuurt een kaartje.
- Elevator pitch: Nog onbekende zangers staan in de lift. Tijdens dat de lift draait spelen de artiesten een nummer. De luisteraar mag laten weten of ze het gehele nummer willen horen of juist niet.
- Kevins Chatparels (onderdeel van Kevins Chatbox): Luisteraars kunnen met elkaar chatten.
- De toonladder: Artiesten stellen nog onbekende artiesten voor.